# Japonské kolonie

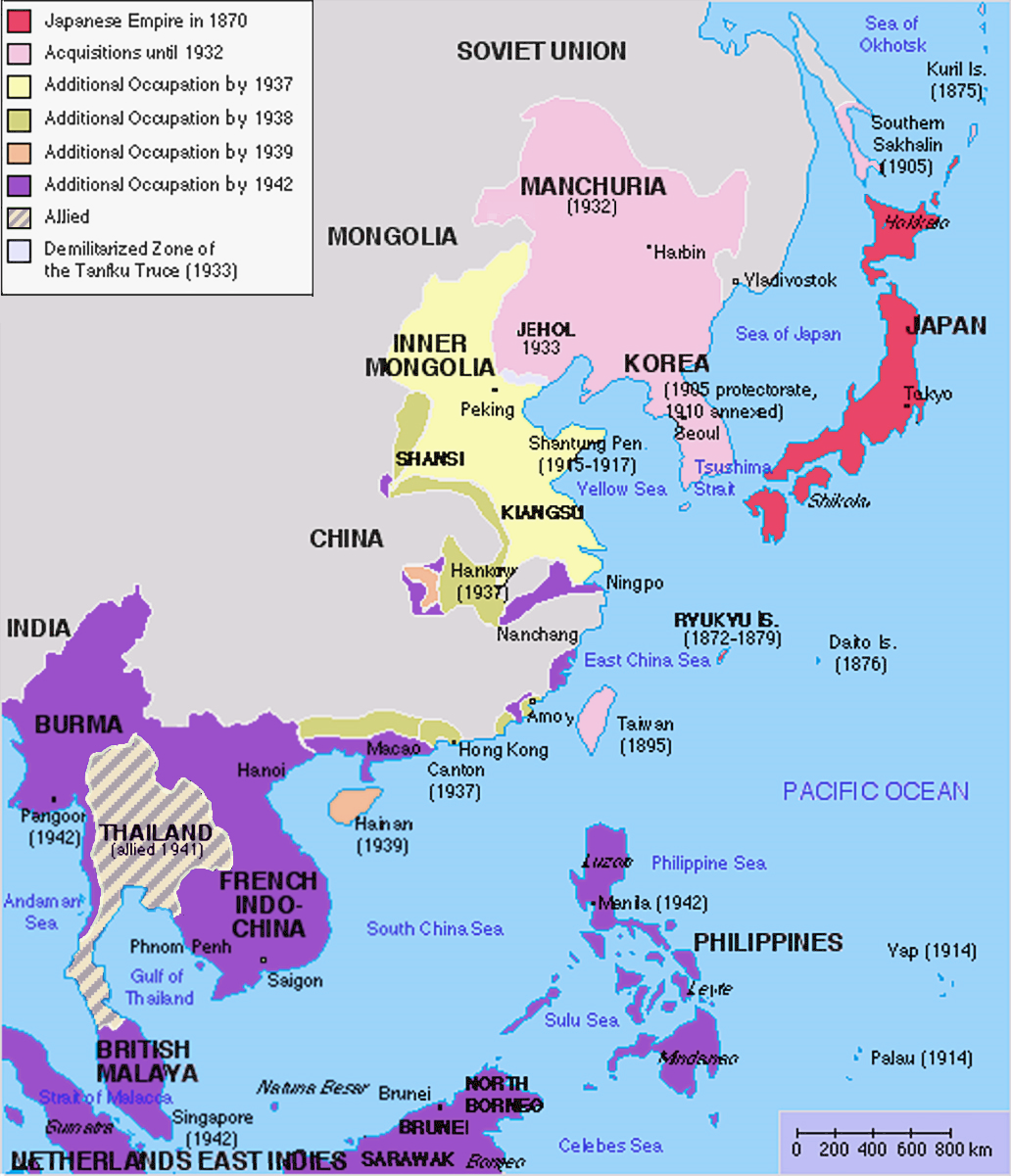
Japonské kolonie

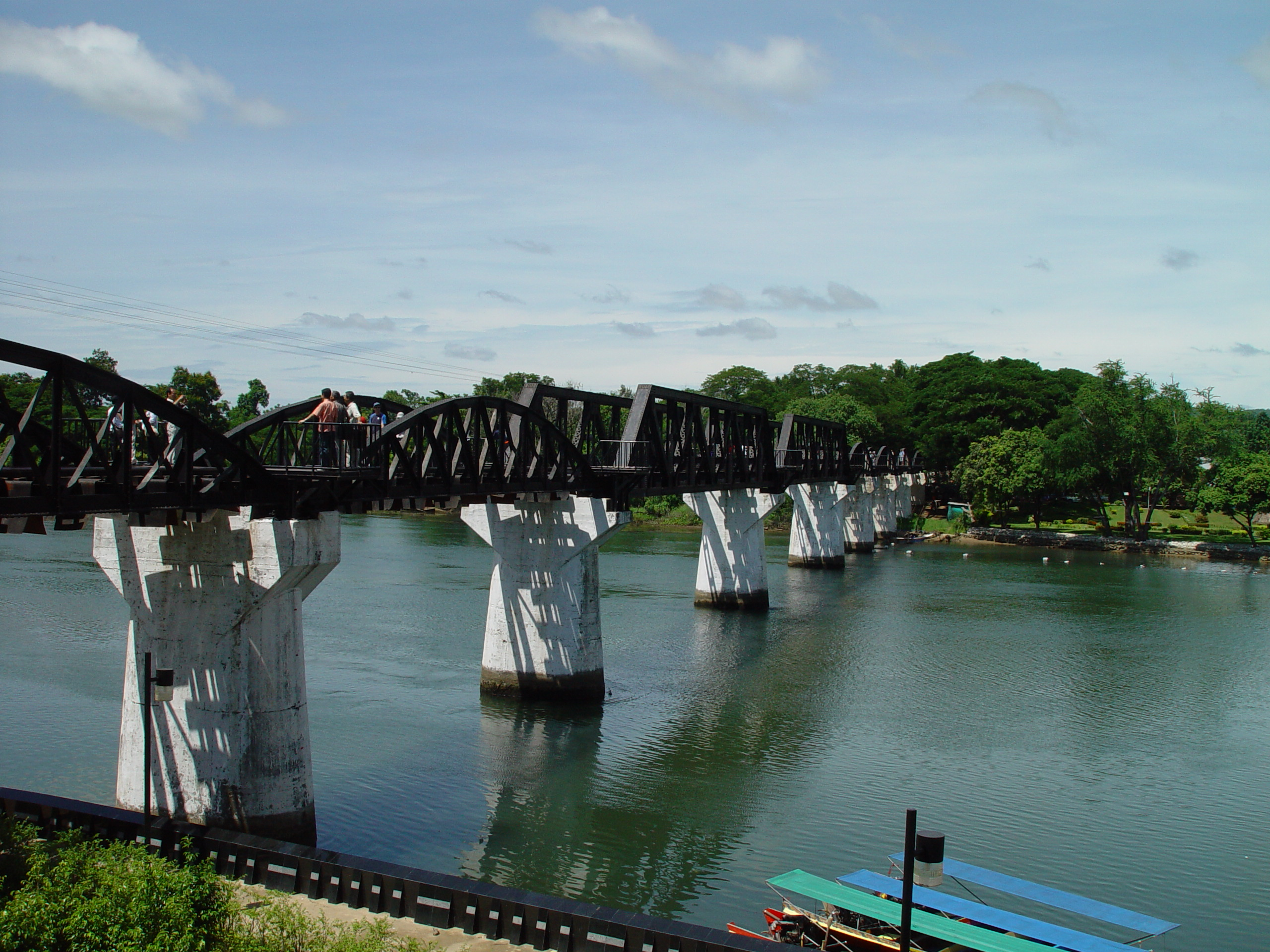
Most přes thajskou řeku Kwai

Zatímco evropské země získávaly kolonie již od 15. století, Japonsko se stalo koloniální mocností až na konci 19. století. Důležitým mezníkem v japonské historii byl rok 1868 (začátek období Meidži), kdy Japonsko přerušilo přes 250 let trvající dobrovolnou izolaci od západních kultur; rychle se stalo asijskou industriální velmocí a snažilo se rozšířit sféru vlivu i mimo japonské ostrovy.

## Japonské zisky do konce 30. let 20. století
- Kurilské ostrovy (1875 – 1945): Japonsko tuto oblast získalo na základě Petrohradské smlouvy s Ruskem, které na oplátku získalo celý Sachalin. Sovětský svaz ostrovy obsadil v roce 1945, Japonsko dodnes nárokuje čtyři nejjižnější ostrovy.
- Boninské ostrovy (1875 – 1945, 1968 – současnost)
- Rjúkjú a Okinawa (1879 – 1945, 1972 – současnost): Japonsko je oficiálně anektovalo v roce 1879 na úkor tehdy značně oslabené Číny. Po druhé světové válce byly ostrovy pod americkou vojenskou kontrolou, v roce 1972 navráceny Japonsku.
- Ostrov Marcus (1898 – 1951, 1968 – současnost)
- Formosa (Tchaj-wan) a Pescadorské ostrovy (1895 – 1946) připadly Japonsku po první čínsko-japonské válce, po 2. světové válce byly navráceny Číně.
- Jižní Sachalin (1905 – 1945) získalo Japonsko po rusko-japonské válce jako novou provincii Karafuto
- Korea (1910 – 1945), v roce 1910 byla anektována Japonskem, po druhé světové válce rozdělena na Severní a Jižní Koreu.
- Palau, Karolíny, Marshallovy ostrovy a Severní Mariany (1919 – 1945): bývalé německé kolonie, připadly Japonsku v roce 1919 na základě Versailleské smlouvy jako tzv. mandátní území Tichomořské ostrovy
- Mandžusko (1932 – 1945): na území této čínské provincie vytvořilo Japonsko loutkový Mandžukuo

## Území obsazená v průběhu 2. světové války
| - některá území v Číně - Francouzská Indočína (Vietnam, Laos, Kambodža) - Nizozemská východní Indie (Indonésie) - Východní Timor - Nová Guinea - Barma - Filipíny - Malajsie | - Singapur - Saipan - Nauru - Guam - Wake - Vánoční ostrov - ostrovy Attu a Kiska (součást Aljašky) - atol Tarawa |